# ایرورایس-گاونا

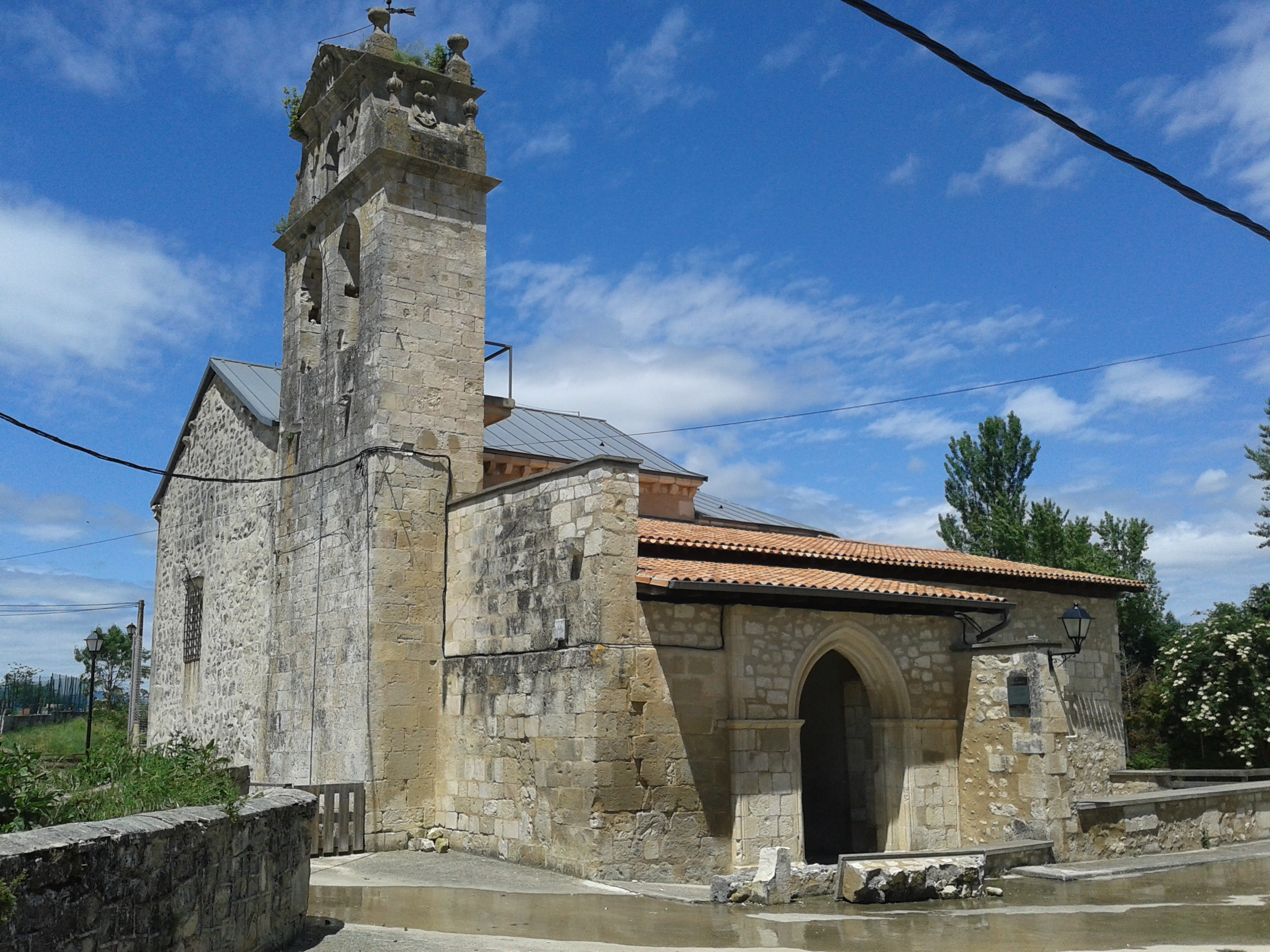
نمایی از کلیسای دهستان ایرورایس-گاونا در استان آلابا - ۲۰۱۳

ایرورایس-گاونا دهستانی در استان آلابای اسپانیا است.
در این دهستان ۴۷۴ نفر زندگی می‌کنند. مساحت این دهستان ۴۶.۸۷ کیلومتر مربع است.